# Königsberger See, Kattenstieg See
Königsberger See, Kattenstieg See este o arie protejată (sit de importanță comunitară — SCI) din Germania întinsă pe o suprafață de 367,63 ha, integral pe uscat.

## Localizare
Centrul sitului Königsberger See, Kattenstieg See este situat la coordonatele 53°03′15″N 12°26′08″E / 53.0542°N 12.4356°E.

## Înființare
Situl Königsberger See, Kattenstieg See a fost declarat sit de importanță comunitară în septembrie 2000 pentru a proteja 12 specii de animale.

## Biodiversitate
Situată în ecoregiunea continentală, aria protejată conține 7 habitate naturale: Lacuri eutrofice naturale cu vegetație de tip Magnopotamion sau Hydrocharition, Cursuri de apă de la nivel de câmpie la nivel montan, cu vegetație Ranunculion fluitantis și Callitricho-Batrachion, Liziere de ierburi înalte hidrofile de câmpie și de nivel montan până la alpin, Mlaștini turboase de tranziție și turbării mișcătoare, Mlaștini alcaline, Păduri de stejar sau de stejar și carpen sub-atlantice și medio-europene de Carpinion betuli, Păduri aluvionare cu Alnus glutinosa și Fraxinus excelsior (Alno-Padion, Alnion incanae, Salicion albae).
La baza desemnării sitului se află mai multe specii protejate:
- păsări (6): pescăruș albastru (Alcedo atthis), codalb (Haliaeetus albicilla), sfrâncioc roșiatic (Lanius collurio), grelușel-de-zăvoi (Locustella luscinioides), vultur pescar (Pandion haliaetus), cormoran mare (Phalacrocorax carbo carbo)
- amfibieni (2): buhai de baltă cu burta roșie (Bombina bombina), triton cu creastă (Triturus cristatus)
- mamifere (2): castor (Castor fiber), vidră de râu (Lutra lutra)
- nevertebrate (2): Vertigo angustior, Vertigo moulinsiana

Pe lângă speciile protejate, pe teritoriul sitului au mai fost identificate 14 specii de plante, 1 specie de amfibieni, 2 specii de mamifere, 2 specii de nevertebrate, 1 specie de reptile.